# Oberaletschgletscher
Der Oberaletschgletscher ist ein Talgletscher an der Südseite der Berner Alpen, im Kanton Wallis, in der Schweiz. Im Jahr 2011 wurde die Länge mit 8,8 km ermittelt. Die Fläche wird für das Jahr 2017 mit 17,05 km² angegeben.

## Lage
Der Oberaletschgletscher besteht aus zwei etwa gleich grossen Quellgletschern. Der eigentliche Oberaletschgletscher nimmt seinen Ausgangspunkt als steiler Hanggletscher an der Südwestflanke des Aletschhorns auf rund 3700 m ü. M. Er vereinigt sich im Tal mit den Eismassen weiterer Firnfelder und fliesst anschliessend nach Süden, flankiert vom Schinhorn im Westen und dem Geisshorn im Osten. Der zweite Quellgletscher ist der Beichgletscher, der am Osthang des vergletscherten Lötschentaler Breithorns auf ebenfalls rund 3700 m entsteht und mit leichten Windungen nach Osten fliesst, gesäumt vom Nesthorn im Süden und dem Schinhorn im Norden. Ab dem Vereinigungspunkt wendet sich der Oberaletschgletscher nach Südosten und durchfliesst das tiefe Tal zwischen dem Sparrhoru (3021 m ü. M.) und dem Grossen Fusshorn (3627 m ü. M.). Im unteren Abschnitte ist der Gletscher stark mit Schutt bedeckt. Die Gletscherzunge endet in einer Schlucht auf rund 2150 m ü. M. Das Schmelzwasser fliesst zur Massa, dem Abfluss des Grossen Aletschgletschers, und mit dieser zur Rhone.

### Entwicklung
Während des Hochstadiums der Kleinen Eiszeit um die Mitte des 19. Jahrhunderts war der Oberaletschgletscher durch die eisgefüllte Oberaletschschlucht mit dem Grossen Aletschgletscher verbunden. Diese Verbindung riss etwa im Jahr 1878 ab. Ein weiterer, flacher Zungenlappen reichte bis 1906 über einen Kamm auf die Obflühgand.
| Jahr         | 1850 | 1973 | 1999/2000 | 2011         |
| Fläche (km²) | 26,6 | 22,8 | 19,1      | 17,05 (2017) |
| Länge (km)   | 10,4 | 9,1  | 8,9       | 8,8          |

## Oberaletschhütte
Die Oberaletschhütte des Schweizer Alpen-Clubs auf 2640 m oberhalb des Zusammenflusses von Beich- und Oberaletschgletscher war ursprünglich ausschliesslich über den Gletscher zu erreichen. Seit Juli 2005 existiert ein neuer Panoramaweg, der an der Südwestflanke der Fusshörner vorbeiführt und einen gletscherfreien Zustieg ermöglicht. Die Hütte kann über diesen Weg in ca. 4 bis 5 Stunden ab Bergstation Belalp erreicht werden.
Das Gebiet des Oberaletschgletschers wurde zusammen mit dem Grossen Aletschgletscher im Dezember 2001 als Biosphärenreservat Jungfrau-Aletsch-Bietschhorn ins UNESCO-Weltnaturerbe aufgenommen.